# David Gwenallt Jones
Gwenallt (18 de maig de 1899 – 24 de desembre de 1968), nom bàrdic, David James Jones) va ser un poeta, crític i erudit, a qui han convertit en una de les figures literàries més importants en gal·lès.

## Primers anys
Va néixer a Pontardawe, Glamorganshire, i va ser el fill gran de Thomas 'Ehedydd' Jones i la seva muller Mary. Va ser cridat a les files de l'exèrcit britànic el 1917 durant la Primera Guerra Mundial, però es va declarar objector de consciència que el dugué a ser empresonat a Wormwood Scrubs i Dartmoor des del juny de 1917 al maig de 1919; una experiència sobre la qual va escriure la seva novel·la Plasau'r Brenin el 1934. Retornà a la Universitat d'Aberystwyth el 1919 on conegué Idwal Jones de qui acabaria escrivint la seva biografia el 1958.

## Poeta gal·lès
Amb el seu poema Y Mynach, va ser guardonat amb la Cadeirio'r Bardd del Eisteddfod Nacional de Gal·les a Swansea el 1926, i l'aconseguiria per segon cop a Bangor el 1931. Va ser membre-fundador de l'Acadèmia Gal·lesa (Academi Gymraeg), i edità a la revista, Taliesin, de 1961 a 1965. Després de graduar-se a Aberystwyth en Bachelor of Arts en gal·lès i anglès, es convertia en professor de gal·lès a la Barry County School, i més tard el 1927, era nomenat lecturer al departament de gal·lès de la University College of Wales (Universitat d'Aberystwyth). Jones va fer el seu MA el 1929 i era guardonat com a doctor de lletres en honoris causa a la Universitat de Gal·les el 1967.
La temàtica cristiana és recurrent en la seva obra, com a Y Coed, que es publicava després d'una visita a la terra promesa.
Està enterrat a Aberystwyth. Es va col·locar una placa commemorativa en la seva casa, Rhydymôr, Ffordd Rheidol, Penparcau, Aberystwyth, el 1997.

## Obres

### Novel·les
- Plasau'r Brenin 1934
- Ffwrneisiau 1982

### Poesia
- Ysgubau'r Awen 1939
- Cnoi Cil 1942
- Eples 1951
- Gwreiddiau 1959
- Y Coed 1969
- Cerddi Gwenallt: Y Casgliad Cyflawn 2001 (obra recopilada i editata per Christine James)

### Altres
- (ed.), Yr Areithiau Pros 1934
- (ed.), Blodeugerdd o'r Ddeunawfed Ganrif 1936
- (ed.), Detholiad o Ryddiaith Gymraeg R. J. Derfel 1945
- Cofiant Idwal Jones 1958